# 下早川村
下早川村（しもはやかわむら）は、かつて新潟県西頸城郡にあった村。

## 沿革
- 1901年（明治34年）11月1日 - 西頸城郡西早川村、北早川村及び南早川村が合併して、西頸城郡下早川村が発足する。
- 1954年（昭和29年）6月1日 - 西頸城郡糸魚川町、浦本村、下早川村、上早川村、大和川村、西海村、大野村、根知村及び小滝村が合併して、糸魚川市が発足する。